# 孔灵符
孔灵符（？—465年），会稽山阴人（今浙江绍兴），孔子二十八代孙，孔季恭之子，孔山士、孔灵运、孔道穰的兄弟。靈符樸實有才幹，屢任地方官都對當地有所整治，立有政績。後被宋前廢帝所殺。

## 生平
孔靈符在元嘉末年曾任南譙王劉義宣的司空長史兼南郡太守以及尚書吏部郎。孝武帝時期又曾任侍中、輔國將軍、郢州刺史以及丹陽尹。
孔靈符見會稽郡山陰縣土地狹小，雖然居民多但田地少，於是上表曾上书建议迁徙没有财产的民众到鄞、鄮及餘姚三县开垦湖田，不過太宰江夏王劉義恭則認為當地人已經安於當地，而且山陰縣中富人坐擁不少田地，貧窮者要盡力營生不會沒地方，而開墾荒田亦無法應付天災歉收；而在湖邊聚居的人更有養魚養水禽等營生方式，且生活社區都在那，不應該會想遷居。尚書令柳元景、左右僕射劉季之、尚書王瓚之、顧凱之、顏師伯及湘東王劉彧則認為無產業者肯定想遷居，不過建議先派亡叛、流亡以及喜歡墾田的人做開荒者，建立起基礎後才遷居民去繼續發展。侍中沈懷文、王景文、黃門侍郎劉敳及郗顒則認為百姓不務農事仍有其他方法營生，強行逼他們去墾田只是剝奪他們選擇，而且三郡遠離郡治，本已安居的人被強遷，新家未建好舊居就被毀掉，會令他們陷入不能自給自足的困境，建議順應民情而行，先命流亡的人去那務業，若果效果良好，土壤肥沃，再討論搬遷。太常王玄謨則認為讓貧窮的人遠遷荒郡，物資皆缺且要再適應環境，很難實行，建議提供一些支援給他們作推動，並獎賞努力工作的人，懲罰怠惰者。光祿勳王昇之亦同意先建好基礎再討論遷徙。但孝武帝卻全都不聽，順從靈符的建議，最終人民去到後都能安居樂業。
後靈符調任会稽太守，不久又獲加豫章王劉子尚的撫軍長史。本已家業豐厚的靈符在永兴縣（今浙江萧山）新建别墅，依山带水，更有九片果園，方圆达三十三里，遂被有關部門彈劾，雖然孝武帝下令原諒，但靈符終因應對不當而被免官。後靈符復為尋陽王劉子房的右軍長史，兼會稽太守。
景和元年（465年），孔靈符得罪了宋前廢帝的近臣，被該近臣進讒言中傷，廢帝就派人將靈符鞭殺。宋明帝即位後，追贈靈符為金紫光祿大夫。
南朝宋一朝，官位顯達的江南士族人物中，只有孔季恭、孔靈符父子、顧琛及丘淵之四位，仍保持他們的江南本土語言和口音。

## 子女
- 孔湛之，被前廢帝賜死。
- 孔淵之，尚書比部郎，被宋前廢帝賜死